# Sikash
Sikash (nep. सिगास) – gaun wikas samiti w zachodniej części Nepalu w strefie Mahakali w dystrykcie Baitadi. Według nepalskiego spisu powszechnego z 2011 roku liczył on 724 gospodarstwa domowe i 4036 mieszkańców (2092 kobiety i 1944 mężczyzn).